# Nombre pseudo-premier de Fibonacci
En théorie des nombres, un nombre pseudo-premier est un nombre qui partage une propriété commune à tous les nombres premiers sans être lui-même premier.
Il existe plusieurs définitions, non équivalentes, de nombre pseudo-premier de Leonardo Fibonacci. L'une d'elles est : 
Un nombre pseudo-premier de Fibonacci est un nombre composé impair n tel que
où {\displaystyle L_{n}} est le nombre de Lucas d'ordre n.
Il est conjecturé que la condition d'imparité est redondante.
Les premières valeurs en sont 705, 2465, 2737, 3745, 4181, 5777, 6721 : elles forment la suite A005845 de l'OEIS dont les termes y sont dénommés "nombres pseudo-premiers de Bruckman-Lucas".
Un nombre pseudo-premier de Fibonacci fort est un nombre composé impair n tel que
où {\displaystyle V(P,Q)} est la suite de Lucas de paramètres P et Q. Ce sont des pseudo-premiers de Fibonacci car {\displaystyle V_{n}(1,-1)=L_{n}}.
Une condition équivalente est :
1. n est un nombre de Carmichael ;
2. pour tout facteur premier p de n, 2(p + 1) divise n – 1 ou n – p.

Le plus petit exemple de pseudo-premier de Fibonacci fort est 443372888629441 = 17·31·41·43·89·97·167·331 ; voir la suite A299799 de l'OEIS.